# Eriocaulon guyanense
Eriocaulon guyanense är en gräsväxtart som beskrevs av Friedrich August Körnicke och David Nathaniel Friedrich Dietrich. Eriocaulon guyanense ingår i släktet Eriocaulon och familjen Eriocaulaceae. Inga underarter finns listade i Catalogue of Life.